# Stefano Scandolara
Stefano Scandolara (Bologna, 12 novembre 1944 – Bologna, 3 gennaio 1986) è stato un paroliere e produttore discografico italiano.

## Biografia
Inizia come musicista nel gruppo tardo beat The Magik, con cui incide un 45 giri, per poi dedicarsi all'attività di paroliere.
Come autore ha partecipato al Festival di Sanremo 1971 con Il viso di lei interpretata da i Giganti e Fabio Trioli e al Festival di Sanremo 1972 con Forestiero, interpretata da Michele; inoltre ha scritto canzoni per Mina, Ornella Vanoni, Iva Zanicchi.
È lo scopritore di Vasco Rossi, di cui nel 1977 è il produttore del primo 45 giri, Jenny/Silvia, usando lo pseudonimo Scandy.
Nel 1978 incise l'album Io penso! Io sono...Io so? con Marco Di Marco, che accompagna con il pianoforte il paroliere che recita alcune poesie.
Dalla seconda metà degli anni '70 diventa il direttore dell'emittente privata Teleradionord di Bologna.

## Le principali canzoni scritte da Stefano Scandolara
| Anno | Titolo                    | Autori del testo                         | Autori della musica                             | Interpreti ed incisioni   |
| ---- | ------------------------- | ---------------------------------------- | ----------------------------------------------- | ------------------------- |
| 1968 | E mi sveglierai           | Stefano Scandolara                       | Giuseppe Damele, Elvio Monti e Franco Zauli     | Alberto Silva             |
| 1968 | Un pagliaccio e un'anima' | Stefano Scandolara                       | Giuseppe Damele e Elvio Monti                   | Alberto Silva             |
| 1969 | Là nel fiume              | Stefano Scandolara                       | Giuseppe Damele e Mario Mellier                 | Bruno Chicco              |
| 1970 | Allucinazioni             | Stefano Scandolara                       | Norina Piras                                    | The Magik                 |
| 1970 | Piccola Nani              | Stefano Scandolara                       | Alfredo Medici                                  | The Magik                 |
| 1970 | Dove c'è il mondo         | Stefano Scandolara e Vittorio Lombardi   | Elvio Monti                                     | Mauro Nanni               |
| 1971 | Il viso di lei            | Stefano Scandolara                       | Baracuda e Vince Tempera                        | I Giganti e Fabio Trioli  |
| 1971 | Favola d'amore            | Stefano Scandolara                       | Franco Chiaravalle e Ezio Leoni                 | Giulio Di Dio             |
| 1971 | Sento che cambierà        | Stefano Scandolara                       | Corrado Castellari                              | Giuliano                  |
| 1971 | Oggi...sul giornale       | Stefano Scandolara                       | Gian Franco Intra                               | Rossano                   |
| 1971 | Sensazione                | Stefano Scandolara                       | Baracuda                                        | Ico Cerutti               |
| 1972 | Forestiero                | Stefano Scandolara e Sergio Bardotti     | Corrado Castellari                              | I Giganti e Fabio Trioli  |
| 1972 | Domenica sera             | Stefano Scandolara                       | Corrado Castellari                              | Mina                      |
| 1972 | Canal Grande              | Stefano Scandolara                       | Michele Francesio                               | Iva Zanicchi              |
| 1974 | La tana degli artisti     | Stefano Scandolara                       | Corrado Castellari                              | Ornella Vanoni            |
| 1974 | 1+2=3                     | Stefano Scandolara e Cristiano Minellono | Guy Fletcher e Doug Flett                       | Ricchi e Poveri           |
| 1975 | Io non parlo              | Stefano Scandolara                       | Giulio Di Dio e Ezio Leoni                      | Giulio Di Dio             |
| 1976 | Boogie Boogie Bump        | Stefano Scandolara                       | Gianni Borra e Ezio Leoni                       | Il segno dello zodiaco    |
| 1977 | Bella mia                 | Stefano Scandolara e Stefano Dammicco    | Ciro Dammicco, Antonio Dammicco e Savino Grieco | Daniel Sentacruz Ensemble |
| 1981 | E tu mai                  | Stefano Scandolara                       | Adelmo Fornaciari                               | Iva Zanicchi              |